# أرتيس ذ.م.م
شركة أرتيس المحدودة هي شركة بحث وتطوير ، مقرها هيرندون، فرجينيا . تأسست عام ١٩٩٩، وتقدم خدمات ومنتجات للأسواق الدفاعية والتجارية باستخدام تقنيات استشعار ومعالجة متوازية فائقة السرعة. اسم الشركة مشتق من اختصار لعبارة "أنظمة المعلومات المتقدمة في الوقت الفعلي".

## منتجات الشركة
أحد منتجات الشركة هو "الستار الحديدي" ، وهو نظام حماية فعال مصمم لصد هجمات القذائف الصاروخية ، وقاذفات آر بي جي الترادفية، وغيرها من أنظمة البنادق عديمة الارتداد . في أبريل 2013، أُفيد بأن الشركة حققت درجة ممتازة خلال اختبارات أجرتها الحكومة الأمريكية.  
تتميز الشركة أيضًا بنظام سمارت مات، المصمم لمراقبة حركة المشاة، مثل إحصاء الأشخاص الذين يدخلون ويخرجون من المباني أو من وإلى الفعاليات. بتمويل من مراكز السيطرة على الأمراض والوقاية منها ، يتصل نظام سمارت مات بالإنترنت لسهولة التتبع، ويمكن تشغيله بالبطارية أو التيار المتردد . 

## خدمات الشركة
تقدم شركة أرتيس خدمات تصميم البرمجيات، والمحاكاة والنمذجة، والهندسة، وغيرها من خدمات التحليل والتصميم عالية السرعة لتطبيقات السلامة والدفاع. تشمل بعض المجالات التي يجري تطويرها أنظمة الحماية النشطة ، والدروع الرقمية، وتخفيف آثار انفجار العبوات الناسفة، والروبوتات وكشف الحركة، وأنظمة سلامة عمال الطرق السريعة.

## روابط خارجية
- موقع الشركة
- تقرير تلفزيوني من ناشيونال جيوغرافيك عن الستار الحديدي، 11 مارس 2015